# پادتن انسانی‌شده
پادتن انسانی‌شده، پادتن(آنتی‌بادی)هایی از گونه‌های غیر انسانی هستند که توالی پروتئینی آن‌ها برای افزایش شباهت آن‌ها به انواع آنتی‌بادی‌هایی که به‌طور طبیعی در انسان تولید می‌شوند، اصلاح شده‌اند. فرآیند «انسانی‌سازی» معمولاً برای آنتی‌بادی‌های مونوکلونالی که برای تجویز انسانی توسعه یافته‌اند، اعمال می‌شود (به عنوان مثال، آنتی‌بادی‌هایی که به عنوان داروهای ضد سرطان تولید می‌شوند). انسانی‌سازی زمانی می‌تواند ضروری باشد که فرآیند ایجاد یک آنتی‌بادی خاص شامل تولید در یک سیستم ایمنی غیر انسانی (مانند سیستم ایمنی موش) باشد. توالی‌های پروتئینی آنتی‌بادی‌هایی که به این روش تولید می‌شوند تا حدی از آنتی‌بادی‌های همولوگ که به طور طبیعی در انسان یافت می‌شوند متمایز هستند، و بنابراین وقتی به بیماران انسانی تجویز می‌شوند، به طور بالقوه ایمنی‌زا هستند. نام‌های غیراختصاصی بین‌المللی آنتی‌بادی‌های انسان‌سازی‌شده مانند امالیزومب به -zumab ختم می‌شوند.